# Johan Nordén
Johan Nordén, född 8 november 1948, är en svensk mediepersonlighet och företagare i auktionsbranschen. 
Inom TV var Nordén bland annat programledare för 43 rum och kök och Otroligt antikt. Fram till början av 1990-talet var Nordén vd för auktionshuset Bukowskis och kring millennieskiftet var han involverad i nätauktionshusen Own och Bidlet.